# كاترين ليم
كاترين ليم (بالإنجليزية: Catherine Lim)‏ هي كاتِبة سنغافورية، ولدت في 21 مارس 1942 في بينانق في ماليزيا.